# 萩原舞 (歌手)
萩原 舞（はぎわら まい、1996年〈平成8年〉2月7日 - ）は、日本の元歌手。℃-uteの全活動期（2005年 - 2017年）のメンバー。2021年現在は実姉とともにファッションブランドを起業し実業家、YouTuberでもある。
埼玉県出身。元アップフロントプロモーション（旧：アップフロントエージェンシー）所属。身長158cm。℃-uteでのイメージカラーはイエロー。
アニメ制作会社タマ・プロダクションの社長を務めた田中道哉は祖父。漫画家・アニメーターの田中英二は大伯父、アニメーターの西城隆詞は大叔父。

## 略歴
- 2002年6月30日、「ハロー!プロジェクト・キッズ オーディション」に合格。
- 2005年6月、℃-ute結成。
- 2006年5月、℃-uteインディーズデビュー。
- 2007年2月、℃-uteメジャーデビュー。
- 2007年7月、アニメ「きらりん☆レボリューション」と連動した久住小春とのデュオきら☆ぴかとしてデビュー。
- 2017年6月12日、さいたまスーパーアリーナでの℃-ute解散公演を以て、ハロー!プロジェクトを卒業および芸能界を引退[4][5]。
- 2018年2月7日、Instagramを開始[6]。
- 2020年5月26日、Twitterを開始[7]。
- 2021年8月2日、かねてから交際していた同い年の一般男性と結婚したことを自身のSNSで発表した[8][9]。
- 2021年10月16日、夫婦でのYouTubeチャンネルを開設[10]。
- 2024年10月14日、第1子妊娠を発表[11]。
- 2025年3月16日、第1子出産を報告[12]。

## 人物
- ハロー!プロジェクト・キッズオーディションの時、「つんく♂とか来て楽しかった」と無邪気な発言をしたことで知られている[13]。

## 作品

### シングル
1. 元気印の大盛りソング（ミニモニ。と高橋愛+4KIDS）
4KIDSの一員として参加。
2. はなをぷーん/ふたりはNS（きら☆ぴか）

### アルバム
1. きらりん☆レボリューション・ソング・セレクション2
  - M4.恋の魔法はハビビのビ!（ひかるバージョン）（観月ひかる starring 萩原舞（℃-ute））

### DVDシングル
- 萩原舞（℃-ute）「行け！元気君」シングルV（2012年2月9日、アップフロントワークス） - e-Hello!（イーハロ）シリーズ（e-LineUP!期間限定販売）

### 映像作品
- 萩原舞 in 八丈島（2009年10月21日、ZETIMA） - EAN 4942463535698。

## 出演
℃-ute、ハロー!プロジェクト全体、ハロー!プロジェクト・キッズ全体での活動は、それぞれの項目を参照のこと。

### テレビ番組
- 第54回NHK紅白歌合戦 - 松浦亜弥「ね〜え?」のバックダンサー
- 第55回NHK紅白歌合戦 - 後藤真希&松浦亜弥「童謡メドレー」のバックダンサー
- 第58回NHK紅白歌合戦 - ℃-uteのメンバーとして初出場

### アニメ
- きらりん☆レボリューション - 観月ひかる 役
- リリパット王国

### ラジオ番組
- ハロー!プロジェクトラジオドラマ「真夜中の迷走タクシー」（2005年10月30日、MBSラジオ）
- サタデーキューティナイト アイドルスタジオNo.1（2011年2月26日、ニッポン放送及びNRNのネット各局）

### インターネット
- 第16回ハロプロビデオチャット（2005年7月11日、ハロー!プロジェクト on フレッツ）
- To be（フジテレビ無料動画サイト「見参楽（みさんが!）」）
- 萩原舞ですが、、、なにか??（2011年12月15日 - 2012年5月31日、Ustream） - 全23回[14][15]
  - ℃-ute公式YouTubeチャンネルで再配信された回（#2・#4・#5・#6・#8・#12は再配信なし）
    - 『萩原舞ですが、、、なにか??』 #1（2011年12月15日に配信された回の完全版）[16]
    - 『萩原舞ですが、、、なにか??』 #3（2012年1月5日に配信された回の高画質版）[17]
    - 『萩原舞ですが、、、なにか??』 #7（2012年2月2日に配信された回の高画質版）[18]
    - 『萩原舞ですが、、、なにか??』 #9（2012年2月16日に配信された回の高画質版）[19]
    - 『萩原舞ですが、、、なにか??』 #10（2012年2月23日に配信された回の高画質版）[20]
    - 『萩原舞ですが、、、なにか??』 #11（2012年3月1日に配信された回の高画質版）[21]
    - 『萩原舞ですが、、、なにか??』 #13（2012年3月15日に配信された回の高画質版）[22]
    - 『萩原舞ですが、、、なにか??』 #14（2012年3月22日に配信された回の高画質版）[23]

  - アップフロントディーシー公式YouTubeチャンネルで再配信された回
    - 『萩原舞ですが、、、なにか??』 #15（2012年4月5日に配信された回の高画質版）[24]
    - 『萩原舞ですが、、、なにか??』 #16（2012年4月12日に配信された回の高画質版）[25]
    - 『萩原舞ですが、、、なにか??』 #17（2012年4月19日に配信された回の高画質版）[26]
    - 『萩原舞ですが、、、なにか??』 #18（2012年4月26日に配信された回の高画質版）[27]
    - 『萩原舞ですが、、、なにか??』 #19（2012年5月3日に配信された回の高画質版）[28]
    - 『萩原舞ですが、、、なにか??』 #20（2012年5月10日に配信された回の高画質版）[29]
    - 『萩原舞ですが、、、なにか??』 #21（2012年5月17日に配信された回の高画質版）[30]
    - 『萩原舞ですが、、、なにか??』 #22（2012年5月24日に配信された回の高画質版）[31]
    - 『萩原舞ですが、、、なにか??』 #23（最終回）（2012年5月31日に配信された回の高画質版）[32]

### CM
- Jビーフ「お肉スキスキ」（2003年、日本食肉消費総合センター）

### ドラマ
- ティンティンTOWN!「リリパット王国」（2002年9月13日 - 2003年6月20日）
- ドラマ30「銭湯の娘!?」（2006年1月30日 - 3月31日）
- 数学♥女子学園（2012年1月11日 - 3月28日、日本テレビ） - 四谷優子 役

### 映画
- ミニモニ。じゃムービーお菓子な大冒険!（2002年12月14日、東映） - 妖精マイマイ 役
- 王様ゲーム（2011年12月17日、BS-TBS） - 金沢美晴 役[33]

### 舞台
- 愛華みれ主演ミュージカル「34丁目の奇跡〜Here's Love〜」（2004年11月27日 - 12月28日、かめありリリオホール）
- 散歩道楽特別公演vol.2「ストロンガー」（2012年3月14日 - 20日、俳優座劇場）- 主演・西森育 役[34]
- 劇団ゲキハロ第12回公演「キャッツ♥アイ」（2012年9月22日 - 30日、東京・サンシャイン劇場／10月13日 - 14日、大阪・イオン化粧品シアターBRAVA!） - 来生愛 役

## 書籍

### 写真集
- 萩原舞（2009年10月10日、ワニブックス）[35]
- まい2（2013年8月5日、ワニブックス）[36]

## 参加ユニット
- ℃-ute（2005年 - 2017年）
- 企画ユニット
  - 4KIDS
  - きら☆ぴか（2007年）
  - HI-FIN （2013年 - 2017年）
- シャッフルユニット
  - H.P.オールスターズ（2004年）
  - プッチモニV（2009年 - 2017年）
  - ハロー!プロジェクト モベキマス（2011年）

その他
- Gatas Brilhantes H.P.
- リトルガッタス